# Mil angular

Divisão de círculo na artilharia (6400 mils)

O mil angular (ou por mil de artilharia ou milésimo) é uma unidade de medida de dos ângulos plano utilizada no âmbito militar, principalmente em instrumentos de orientação e sinalização. Embora existam ligeiras diferenças de valor entre utilizadores, na sua definição original 1 milésimo é o ângulo a que corresponde um valor da tangente igual a 0,001 (ou 1⁄1000), ou seja {\displaystyle \tan(\theta )} = 0,001 quando  {\displaystyle \theta } = 1 milésimo. Quando expresso em relação a um volta completa, 1 milésimo corresponde a 1⁄6283 da circunferência. O símbolo mais geralmente utilizado é um "m" cruzado a 30 graus ou, menos frequentemente, mil. Na artilharia do Exército Brasileiro utiliza-se como símbolo três apóstrofos ('''), por exemplo: 3200'''

## Descrição
O milésimo foi desenvolvido essencialmente para usos em artilharia no período anterior aos modernos computadores de tiro, quando era necessário obter rapidamente ângulos e distâncias através de formas de cálculo simplificadas compatíveis com as necessidade de uma força militar em campanha. A unidade foi adoptada pelos militares que, para simplificar os cálculos convencionaram utilizar o denominador 6400 em vez dos originais 6283. Esta aproximação visou facilitar a conversão das medidas feitas para uma aproximação da distância, dado que a tangente de um milésimo é muito próxima do número 0,001 o que facilita os cálculos expeditos de estimativa de distâncias. Daí resulta o seguinte:
OBS: O milésimo costuma a ser abreviado por mil
A utilização desta unidade permite também uma aproximação ao cálculo das distâncias sem necessidade de recorrer ao cálculo trigonométricos dos ângulos utilizando a função tangente.

## Arredondamentos
Quando utilizada a base 1⁄6400, a circunferência, em milésimos, fica dividida em quatro quadrantes pelos números notáveis: 0, 1600, 3200, 4800 e 6400 que correspondem aos ângulos em graus: 0, 90, 180, 270 e 360 respectivamente. Contudo, não é universal a utilização da base 6400, pelo que os Grupos de Artilharia de diferentes países que utilizam o mil como unidade de medida angular adotaram diferentes arredondamentos. As três definições mais comuns são:
- Entre os países membros da OTAN, incluindo Canadá, o mil se define como 1⁄6400 de uma revolução (360°). A unidade é designada mil a partir do miliradiano e obtém-se com um erro de cerca de 18 ‰ (rigorosamente, 2π radianos contém 2000 • π = 6283 milésimos de radiano). Por convenção, escolheu-se um número redondo, 6400, porque tem a vantagem de permitir construir um "medidor improvisado", dobrando uma folha de papel (circular) seis vezes consecutivas ({\displaystyle 64=2^{6}\,}). Com esta aproximação, uma diferença de um mil a um quilômetro de distância é aproximadamente um metro.
- O mil soviético equivale a 1⁄6000 de uma revolução, um valor que tem a vantagem de ser mais facilmente convertível em graus (um mil soviético = 0,06 °). Outra vantagem é coincidir com a marcação dos mostradores dos relógios analógicos (cada marcação de hora equivale a 500 mils, e cada marcação de minuto equivale a 100 mils), permitindo que estes sejam usados como medidores improvisados.
- O mil sueco equivale a 1⁄6300 de uma revolução, valor que tem a vantagem de ser uma melhor aproximação de mili-radianos (erro de apenas 3 ‰).